# Остап Білявський
Оста́п Біля́вський, або Євстахій Білявський (близько 1740, Городище, нині Сокальський район, Львівщина, Україна — 1803, Львів) — український художник-портретист.

## Життєпис
Народився в Галичині в селі Городищі, нині Сокальський район, Львівська область (за іншими даними, у с. Городище поблизу м. Бережан).
Не відомо, коли поїхав до Львова вчитися і хто був його вчителем. 1766 року вчився в Римі в Академії святого Луки. З 1771 року жив і працював у Львові. Славився як один із восьми найвідоміших малярів Львівського цеху.
Виконував на замовлення міщан, зокрема членів львівської Ставропігії, численні портрети. Наприкінці 1790-х — початку 1800-х pp. створив галерею портретів вірменських латинських архиєпископів: Іоана Шимоновича (1802), Вартануса Гунаняна (1802) та ін.
Займався розписами для львівських церков. У 1776 році розмальовував церкву святого Миколая в Крехівському монастирі (не збереглися). Він залишив нащадкам безцінні розписи церков у Крехові, Добрянах, Львові, Римі.
Серед учнів найбільш відомий Єжи Глоговський. У музеях Львова, зокрема, у збірці Олеського замку зберігається чимало творів портретного живопису Білявського.

## Твори

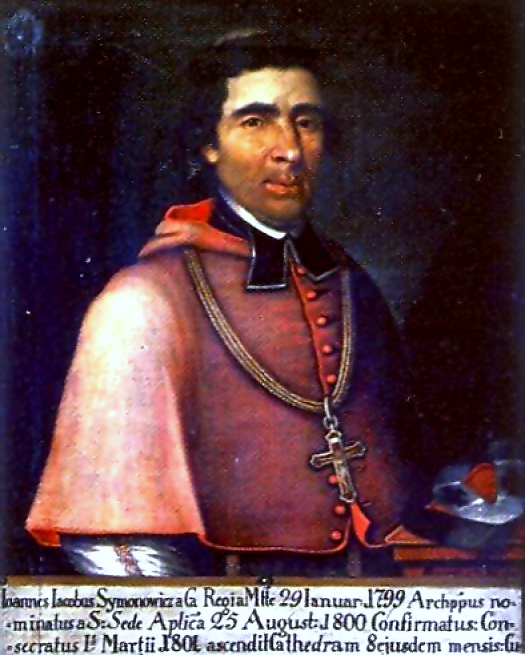
Портрет Іоана Шимоновича (1802)

- Портрет дами з трояндами
- Портрет невідомої жінки
- Портрет графині[2] Гонорати[3] Холоневської з Лопатина (у шлюбі Рищевська[1] (пол. Rzyszczewska)[3] родичка короля Станіслава Августа), 1781 р.[2]
- Портрет Христофора Дейми. 1782 р.
- Портрет Івана Бачинського. 1789 р.
- Портрет Яна графа Мієра. 1787 р.
- Портрет Схоластики Нікорович. 1787 р.
- Портрет губернатора Галичини Йозефа Урмені. 1803 р.
- Портрет Іґнатія Потоцького (1790)[2]
- Портрет Тадеуша Лещинського (1793)[2]